# Metteniusa
Metteniusa é um género de plantas com flor da família monogenérica  Metteniusaceae. Foi nomeada por  Hermann Karsten em 1860 em honra do botânico alemão Georg Heinrich Mettenius.  Possui sete espécies. A espécie-tipo é Metteniusa edulis. 
Numa análise filogenética molecular datada de 2007, os autores descobriram que Metteniusa forma um dos clados mais basais das lamídeas, mas não é relacionada de maneira próxima com qualquer das famílias das lamídeas e não é encaixada em nenhuma das ordens reconhecidas de lamídeas. Eles recomendam que a família  Metteniusaceae seja reconhecida.  Alguns taxonomistas assim o têm feito desde que o nome botânico "Metteniusaceae" foi proposto por Adalbert Schnizlein e validado por Hermann Karsten em 1860. 
Segundo o Sistema APG IV, a família Metteniusaceae forma uma ordem própria: Metteniusales.

## Posicionamento
- clado das asterídeas (em inglês, "asterids")
  - ordem Cornales
  - ordem Ericales
  - clado das lamiídeas ou euasterídeas I (em inglês, "euasterids I" ou "lamiids")
    - ordem Boraginales
    - ordem Icacinales
    - ordem Metteniusales
    - ordem Vahliales
    - ordem Garryales
    - ordem Gentianales
    - ordem Lamiales
    -  ordem Solanales

  -  clado das campanulídeas ou euasterídeas II (em inglês, "euasterids II" ou "campanulids")
    - ordem Apiales
    - ordem Aquifoliales
    - ordem Asterales
    - ordem Bruniales
    - ordem Dipsacales
    - ordem Escalloniales
    -  ordem Paracryphiales